# Gummibonbon

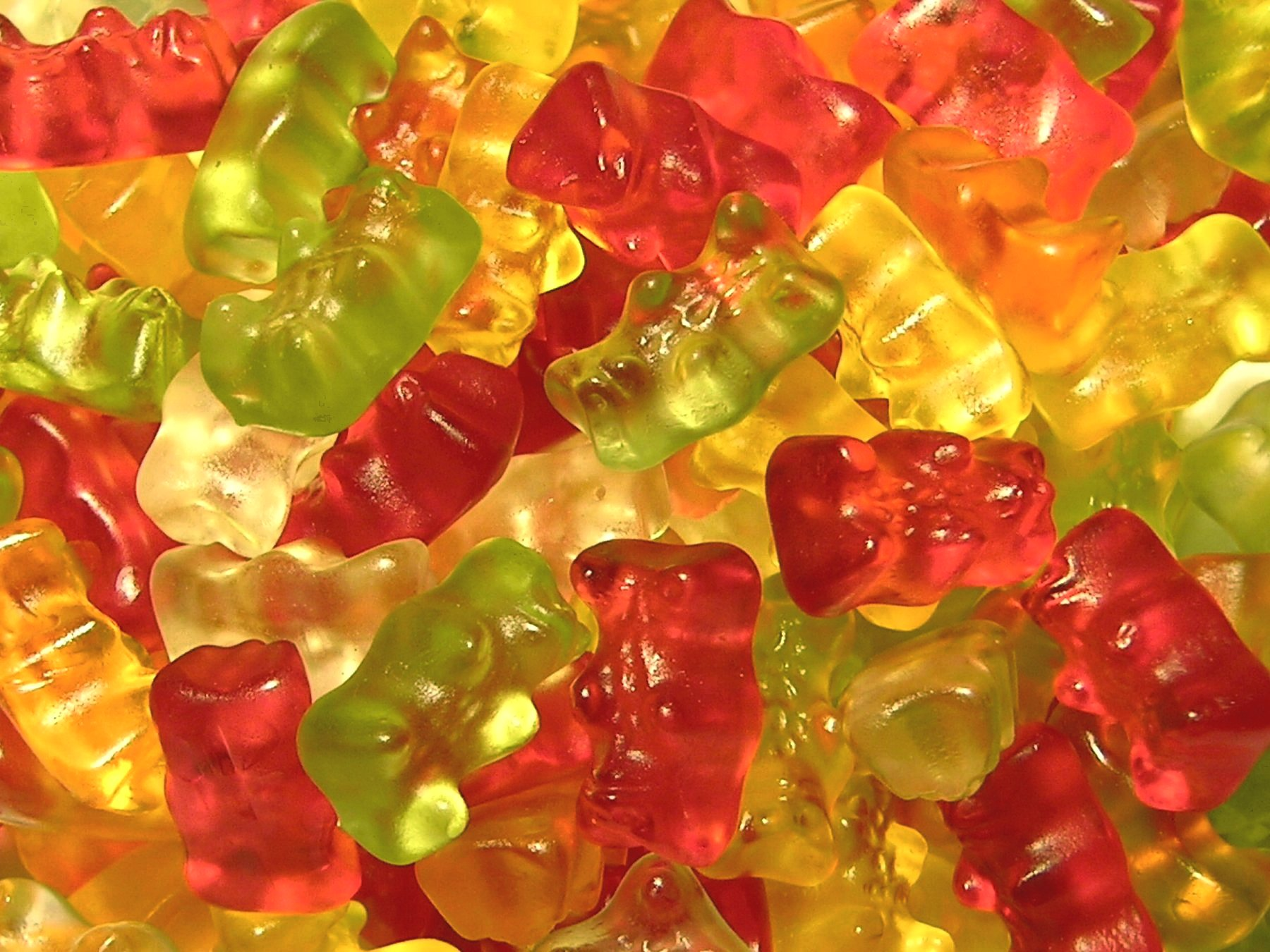
Gummibären

Gummibonbons sind weiche, gummiartig zähe, elastische Süßigkeiten aus Zucker, Glukosesirup und Verdickungsmitteln. Sie sind oft glänzend, durchscheinend und bunt gefärbt, schmecken fruchtig oder säuerlich und können auch mit Kristallzucker überzogen sein. Typisch für Gummibonbons ist ihre Vielfalt an fein detaillierten, oft kunstvoll gestalteten Formen; sie werden in einem speziellen Gussverfahren in Gestalt von Früchten, Tieren, Figuren und in vielen anderen Formen hergestellt. Nach Geschmack unterscheidet man außerdem Frucht- und Weingummis.
Von den Gummibonbons zu unterscheiden sind die in der Zusammensetzung ähnlichen Geleebonbons und Schaumzuckerwaren. Teilweise sind kombinierte Produkte üblich, die zum Beispiel ein Oberteil aus Fruchtgummi und ein Unterteil aus Schaumzucker haben.
Gummibonbons in Tierform sind als Gummitiere bekannt; häufigste Variante ist der Gummibär.

## Zusammensetzung

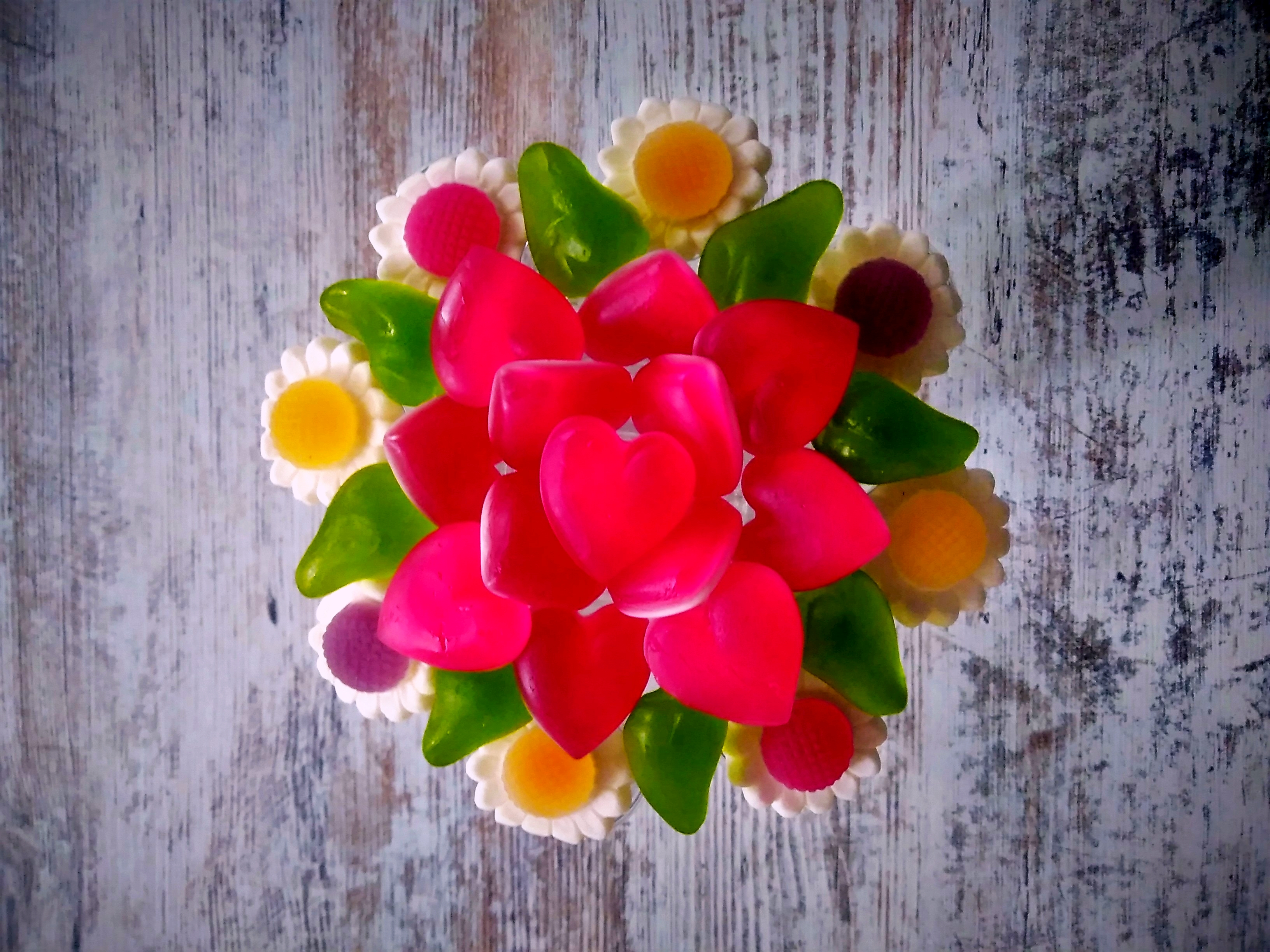
Fruchtgummiblume

Gummibonbons zählen zu den Zuckerwaren, da sie hauptsächlich aus Zucker bestehen, weswegen sie fachsprachlich auch „Gummizuckerwaren“ heißen. Ihre Inhaltsstoffe sind Zucker, Glucosesirup, Wasser und ein Verdickungsmittel oder eine Mischung aus mehreren Verdickungsmitteln, zumeist Gelatine, modifizierte Stärke oder Gummi arabicum. Der im Vergleich zum Beispiel zu Hartkaramellen hohe Wassergehalt bewirkt in Verbindung mit dem Verdickungsmittel die gummiartige Konsistenz. Ihren Geschmack erhalten sie durch den Zusatz von Fruchtsaftkonzentraten, Citronen-, Milch- oder anderen Genusssäuren, natürlichen und künstlichen Aromastoffen oder Wein; daneben enthalten sie oftmals auch Farbstoffe. Zuckerfreie Gummibonbons sind ebenfalls erhältlich, sie enthalten Zuckeraustauschstoffe wie Maltit anstelle von Zucker und Glucosesirup.
Die verwendete Gelatine stammt in Deutschland in der Regel vom Schwein. Insbesondere für Menschen mit religiösen Vorbehalten gegen den Genuss von Schweineprodukten sind auch Varianten mit Fischgelatine erhältlich.
Weingummi muss gemäß der Richtlinie für Zuckerwaren des Lebensmittelverband Deutschland tatsächlich unter Verwendung von echtem Wein hergestellt sein, braucht jedoch keinen Alkohol zu enthalten, zumal dieser sich während des Herstellungsprozesses verflüchtigt. Eine Ausnahme von dieser Regel bildet englisches Weingummi, das grundsätzlich ohne Wein hergestellt wird.

## Herstellung
Gummibonbons werden größtenteils im Industriemaßstab in verschiedenen Verfahren hergestellt, das Grundprinzip ist jedoch stets das gleiche. Zucker, Sirup und Wasser werden vermischt und auf eine geeignete Konzentration gebracht, oftmals durch Einkochen unter Vakuum, aber es sind auch Verfahren ohne Kochen bekannt. Die Gelatine, ebenso das Gummi arabicum, wird nicht oder nur kurz mitgekocht, um sie nicht zu schädigen, da sie temperaturempfindlich ist. Auch Säuren, Aromen und Farbstoffe werden in der Regel erst zum Ende der Zubereitung zugegeben. Am Ende erhält man eine dickflüssige Masse, aus der man die Bonbons formt. Dazu bedient man sich meistens des Stärkegussverfahrens, bei dem die Form als Vertiefung in eine Schicht aus Stärkepuder gedrückt und mit der Gießmasse gefüllt wird. Nach dem Trocknen und Verfestigen der Bonbons, das etliche Stunden dauern kann, wird die Stärke abgesiebt.
Die fest gewordenen Gummibonbons können anschließend noch mit Wasserdampf behandelt und getrocknet werden, um eine glänzende Oberfläche zu erhalten; auch eine Oberflächenbehandlung mit Pflanzenfett oder Bienenwachs ist möglich. Einige Sorten werden zum Überziehen mit Kristallzucker kurz bedampft, im Zucker gewälzt und wiederum getrocknet.

## Wirtschaftliche Bedeutung
Im Jahr 2005 betrug der Umsatz im Markt für Frucht- und Weingummi in Deutschland insgesamt 340 Millionen Euro. Mit über 54 Prozent Marktanteil lag der Hersteller Haribo GmbH & Co. KG deutlich vor den Mitbewerbern Katjes und Trolli. Der gesamte Werbeetat für den Markt für Frucht- und Weingummi betrug 2005 insgesamt zwölf Millionen Euro. Davon wurden über 80 Prozent von Haribo aufgewendet.